# Randegg
Randegg é um município da Áustria localizado no distrito de Scheibbs, no estado de Baixa Áustria.

## Geografia
O município ocupa uma área de 51,87 km².
38,87% da superfície são arborizados.

### Subdivisões
Possui as seguintes Katastralgemeinden:
Franzenreith, Graben, Hinterleiten, Hochkoglberg, Mitterberg, Perwarth, Puchberg bei Randegg, Randegg, Schliefau, Steinholz

## Política
O burgomestre de Randegg é Engelbert Wieser do Partido Popular Austríaco.

### Conselho Municipial
- ÖVP 12
- DALLHA 4
- SPÖ 3